# Рахель де Бир

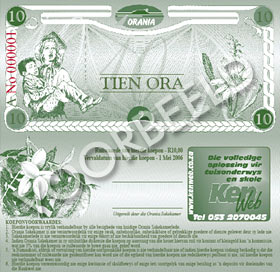
Банкнота 10 ора (город Орания) с изображением Рахель де Бир

Рахель де Бир (1831—1843) (нередко упоминается под уменьшительно-ласкательным именем Рахелке, Racheltjie, нидерландское произношение: [raˈχelki də ˈbiər]) — полулегендарная  героиня в культуре африканеров, отдавшая жизнь, чтобы спасти своего младшего брата, Дирки де Бира. Дочь бура-фуртрекера Джорджа Стефануса де Бира (род. 1794).

## Легенда
Зимой в 1843 году Рахель принимала участие в переселении (треке) с территории Оранжевой республики в юго-восточный Трансвааль. Во время одной из ночных остановок участники похода заметили, что потеряли телёнка по кличке Фрик, любимое животное их детей.
На поиск животного отправили группу, в составе которой были Рахель и её шестилетний брат. Однако в сумерках Рахель и её брат отбились от поискового отряда и заблудились. Ночью похолодало и пошёл снег.
Понимая, что их шансы на выживание были малы, Рахель нашла муравейник, выдолбленный трубкозубами, сняла с себя одежду, обложила ею брата, и приказала ему залезть вовнутрь пустого муравейника. Потом она легла перед входом в муравейник для того, чтобы защитить его от холода.
Дети были найдены на следующее утро. Рахель была мертва, но её брат выжил.
Возможно, что ни один из детей не существовал в реальности, поскольку история того времени не подтверждена документально.
Несмотря на это, Рахель стала популярным персонажем в африканерской культуре, что видно по количеству улиц и школ, названных в её честь.

## Современные исследования
В подробном генеалогическом исследовании «Семья де Бир — три века в Южной Африке» несколько страниц посвящено истории Рахель с точки зрения существующих генеалогических данных.
По мнению генетиков, история выглядела бы реальной, если бы произошла на 60 лет позже периода, к которому её обычно относят. Это также позволило бы объяснить, почему нет никаких упоминаний об этой истории до начала 1900-х годов.
В октябре 2012 два журналиста опубликовали новое исследование, согласно которому история Рахелке де Бир очень напоминает историю американской героини Хэйзел Майнер. По их мнению, особенно интересно то, что история Рахель получила огласку всего через несколько месяцев после публикации истории Майнер, похожей до мельчайших деталей.